# Шарей-Сентра
Шаре́й-Сентра́ (фр. Chareil-Cintrat) — коммуна во Франции, находится в регионе Овернь. Департамент коммуны — Алье. Входит в состав кантона Шантель. Округ коммуны — Мулен.
Код INSEE коммуны — 03059.

## Население
Население коммуны на 2008 год составляло 334 человека.
| 1962 | 1968 | 1975 | 1982 | 1990 | 1999 | 2008 |
| ---- | ---- | ---- | ---- | ---- | ---- | ---- |
| 445  | 479  | 378  | 316  | 311  | 317  | 334  |

## Экономика
В 2007 году среди 201 человек в трудоспособном возрасте (15—64 лет) 150 были экономически активными, 51 — неактивными (показатель активности — 74,6 %, в 1999 году было 70,4 %). Из 150 активных работали 141 человек (77 мужчин и 64 женщины), безработных было 9 (5 мужчин и 4 женщины). Среди 51 неактивных 7 человек были учащимися или студентами, 15 — пенсионерами, 29 были неактивными по другим причинам.

## Достопримечательности
- Замок Ба-Шарей (XVI век). Исторический памятник с 1958 года.
- Хранилище винограда и вина.
- Бывшая романская церковь Сен-Блез.
- Замок Бланза.
- Замок Ла-Ривьер.
- Замок Артанж.